# Cryptocephalus ragusanus
Cryptocephalus ragusanus is een keversoort uit de familie bladkevers (Chrysomelidae). De wetenschappelijke naam van de soort werd in 1912 gepubliceerd door Jan Roubal.